# Вільяр-де-Саманьєго
Вільяр-де-Саманьєго (ісп. Villar de Samaniego) — муніципалітет в Іспанії, у складі автономної спільноти Кастилія-і-Леон, у провінції Саламанка. Населення — 102 особи (2010).
Муніципалітет розташований на відстані близько 240 км на захід від Мадрида, 65 км на захід від Саламанки.
На території муніципалітету розташовані такі населені пункти: (дані про населення за 2010 рік)
- Робледо-Ермосо: 46 осіб
- Вільяр-де-Саманьєго: 56 осіб

## Демографія
Динаміка населення (INE ):

## Зовнішні посилання
- Провінційна рада Саламанки: індекс муніципалітетів [Архівовано 23 квітня 2009 у Wayback Machine.]
- Посилання на Google Maps